# From Fear to Eternity: The Best of 1990-2010
From Fear to Eternity: The Best of 1990-2010 è una raccolta del gruppo musicale britannico Iron Maiden, pubblicata il 6 giugno 2011 dalla EMI.

## Il disco
Si tratta del disco complementare alla precedente raccolta Somewhere Back in Time: The Best of 1980-1989 e racchiude in due dischi i principali brani realizzati dagli Iron Maiden tra il 1990 e il 2010.

## Tracce
CD 1
1. The Wicker Man – 4:36
2. Holy Smoke – 3:49
3. El Dorado – 6:49
4. Paschendale – 8:27
5. Different World – 4:18
6. Man on the Edge – 4:33
7. The Reincarnation of Benjamin Breeg – 7:21
8. Blood Brothers – 7:14
9. Rainmaker – 3:49
10. Sign of the Cross – 10:51
11. Brave New World – 6:20
12. Fear of the Dark – 7:51

CD 2
1. Be Quick or Be Dead – 3:24
2. Tailgunner – 4:15
3. No More Lies – 7:22
4. Coming Home – 5:53
5. The Clansman – 9:28
6. For the Greater Good of God – 9:24
7. These Colours Don't Run – 6:53
8. Bring Your Daughter... To the Slaughter – 4:44
9. Afraid to Shoot Strangers – 6:56
10. Dance of Death – 8:37
11. When the Wild Wind Blows – 11:02

## Formazione
- Bruce Dickinson – voce
- Dave Murray – chitarra
- Adrian Smith – chitarra
- Janick Gers – chitarra
- Steve Harris – basso, tastiera
- Nicko McBrain – batteria

## Classifiche
| Classifica (2011) | Posizione massima |
| ----------------- | ----------------- |
| Austria           | 22                |
| Belgio (Fiandre)  | 26                |
| Belgio (Vallonia) | 44                |
| Canada            | 17                |
| Finlandia         | 11                |
| Francia           | 46                |
| Germania          | 19                |
| Grecia            | 10                |
| Italia            | 23                |
| Messico           | 54                |
| Norvegia          | 10                |
| Nuova Zelanda     | 16                |
| Paesi Bassi       | 45                |
| Portogallo        | 8                 |
| Regno Unito       | 19                |
| Spagna            | 23                |
| Stati Uniti       | 86                |
| Svezia            | 6                 |
| Svizzera          | 20                |